# A Romantic Adventuress
A Romantic Adventuress er en amerikansk stumfilm fra 1920 af Harley Knoles.

## Medvirkende
- Dorothy Dalton som Alice Vanni
- Charles Meredith som Maxwell
- Howard Lang som Vanni
- Augusta Anderson som Mrs. Martyn
- Ivo Dawson som Louis Fitch
- John Ardizoni som Signor Castelli
- Howard Lang som James Cortright
- Evan Burroughs Fontaine
- Robert Schable som Charles Robertson